# Версаль (Кентуккі)
Версаль (англ. Versailles) — місто (англ. city) в США, в окрузі Вудфорд штату Кентуккі. Населення — 10 347 осіб (2020).

## Географія
Версаль розташований за координатами 38°3′1″ пн. ш. 84°44′2″ зх. д. / 38.05028° пн. ш. 84.73389° зх. д. (38.050275, -84.733856).  За даними Бюро перепису населення США в 2010 році місто мало площу 11,40 км², з яких 11,36 км² — суходіл та 0,04 км² — водойми. В 2017 році площа становила 16,17 км², з яких 16,06 км² — суходіл та 0,11 км² — водойми.

## Демографія
Згідно з переписом 2010 року, у місті мешкало 8568 осіб у 3542 домогосподарствах у складі 2300 родин. Густота населення становила 752 особи/км².  Було 3895 помешкань (342/км²).
Расовий склад населення:
| - 83,5 % — білих - 8,0 % — чорних або афроамериканців - 0,5 % — азіатів - 0,3 % — корінних американців - 5,3 % — осіб інших рас |

До двох чи більше рас належало 2,4 %. Частка іспаномовних становила 11,9 % від усіх жителів.
За віковим діапазоном населення розподілялося таким чином: 24,1 % — особи молодші 18 років, 62,6 % — особи у віці 18—64 років, 13,3 % — особи у віці 65 років та старші. Медіана віку мешканця становила 38,0 року. На 100 осіб жіночої статі у місті припадало 93,1 чоловіків;  на 100 жінок у віці від 18 років та старших — 91,5 чоловіків також старших 18 років.
Середній дохід на одне домашнє господарство  становив 62 432 долари США (медіана — 39 204), а середній дохід на одну сім'ю — 79 187 доларів (медіана — 55 539). Медіана доходів становила 40 603 долари для чоловіків та 36 267 доларів для жінок. За межею бідності перебувало 21,4 % осіб, у тому числі 33,3 % дітей у віці до 18 років та 14,4 % осіб у віці 65 років та старших.
Цивільне працевлаштоване населення становило 4399 осіб. Основні галузі зайнятості: освіта, охорона здоров'я та соціальна допомога — 19,3 %, роздрібна торгівля — 13,4 %, сільське господарство, лісництво, риболовля — 12,8 %.